# Grotte aux Cascatelles
Grotte aux Cascatelles är en grotta i Kanada.   Den ligger i regionen Capitale-Nationale och provinsen Québec, i den sydöstra delen av landet, 300 km nordost om huvudstaden Ottawa. Grotte aux Cascatelles ligger 58 meter över havet.
Terrängen runt Grotte aux Cascatelles är platt åt sydost, men åt nordväst är den kuperad. Terrängen runt Grotte aux Cascatelles sluttar söderut. Runt Grotte aux Cascatelles är det ganska glesbefolkat, med 26 invånare per kvadratkilometer.. Närmaste större samhälle är Saint-Marc-des-Carrières, 3,9 km sydost om Grotte aux Cascatelles. 
I omgivningarna runt Grotte aux Cascatelles växer i huvudsak blandskog.